# Cervelló
Cervelló é um município da Espanha, na comarca de Baix Llobregat, província de Barcelona, comunidade autónoma da Catalunha. Tem 24,1 km² de área e em 2021 tinha 9 233 habitantes (densidade: 383,1 hab./km²).